# Dielitzia tysonii
Dielitzia es un género monotípico de plantas con flores perteneciente a la familia de las asteráceas. Su única especie: Dielitzia tysonii, es originaria de Australia.

## Descripción
Es una  hierba postrada y anual, con las flores de color amarillo, que florece desde agosto a octubre en suelos arcillosos y de arena arcillosa. En los afloramientos de mineral de hierro, las llanuras aluviales, bancos de arena de ríos, en Australia Occidental.

## Taxonomía
Dielitzia tysonii fue descrita por  Philip Sydney Short  y publicado en Muelleria 7(1): 105. 1989.